# بلوا

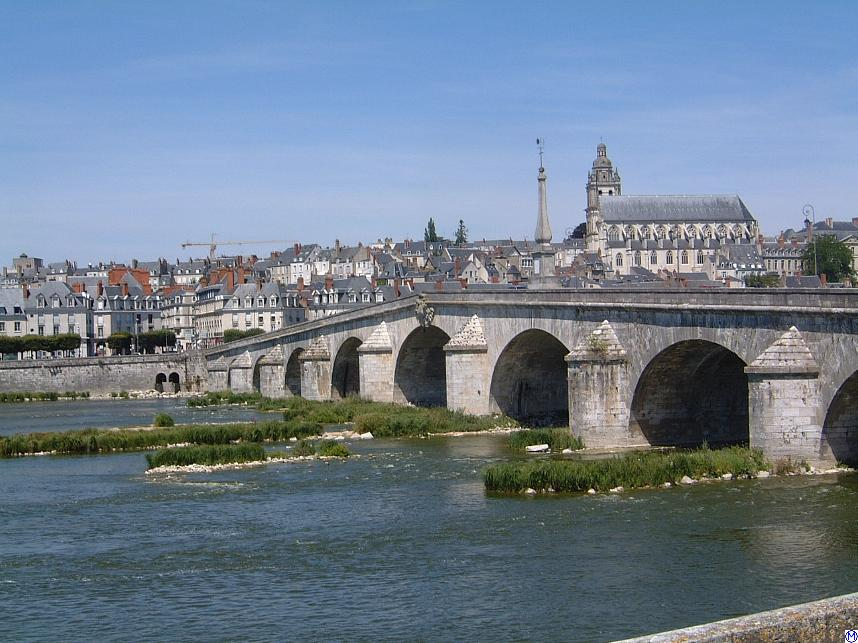
جسر على نهر اللوار في بلوا.

بْلُوا (بالفرنسية: Blois)‏ بلدية فرنسية وعاصمة إقليم لوار وشير ضمن جهة المركز-وادي اللوار. تقع على ضفتي نهر اللوار بين مدينتي أُرليان وتور.
يُسمى المنسوب لمدينة بلوة بالفرنسية: «Blésois».

## توأمة
لبلوة اتفاقيات توأمة مع كل من:
- فايمار (18 فبراير 1995 - )
- أوربينو
- فالدزهوت-تينغن
- لويس
- سيغيشوارا
- هوي
- قصرش
- أزرو

## أعلام
- ثيوبالد الثاني، كونت شامبانيا
- آن دوقة بريتاني
- ريني غينون
- لويس الثاني عشر
- ستيفن ملك إنجلترا

## وصلات خارجية
- الموقع الرسمي للمدينة نسخة محفوظة 29 مارس 2012 على موقع واي باك مشين.